# Nicholas Shi Jin Xian
Nicholas Shi Jin Xian OAR (* 3. Februar 1921 in Henan, Volksrepublik China; † 16. September 2009 in Shangqiu, Henan, Volksrepublik China) war der römisch-katholische Bischof von Shangqui, eines Bistums der katholischen Untergrundkirche in China. Er verbrachte mehrere Jahre wegen seines Glaubens in chinesischen Gefängnissen und Zwangsarbeitslagern.

## Leben
Nicholas Shi besuchte das kleine Seminar der spanischen Augustiner-Rekollekten, die sich 1924 in Henan, im heutigen Shangqiu, ansiedelten. Am 16. Januar 1940 trat er der Ordensgemeinschaft der Augustiner-Rekollekten bei und studierte Philosophie und Katholische Theologie. Er empfing am 29. Juli 1948 die Priesterweihe. Mit Errichtung des kommunistischen Staates in den 1950er Jahren wurde die Missionsstation geschlossen und die Ordensmitglieder entweder vertrieben oder in Konzentrationslagern interniert. Shi wurde noch zum bischöflichen Vikar ernannt, kurz darauf wurde ihm aber jegliche pastorale Tätigkeit verboten.
Er war zunächst als Augenarzt tätig. Er wurde aber für drei Jahre in einem Umerziehungslager interniert, später zwei Jahre im Gefängnis. Nach seiner Freilassung war er im Untergrund im pastoralen Dienst tätig. Mit der Kulturrevolution 1979 unter Deng Xiaoping konnte bis zu seiner Pensionierung als Englischlehrer arbeiten.
1980 kehrte er nach Shangqui zurück und widmete sich wieder seiner pastoralen Arbeit. Ihm gelang es die Behörden zu überzeugen, die 1948 beschlagnahmten Kirchengebäude zurückzugeben. Seit Jahren verhandelte er mit den zivilen Behörden, um eine Erlaubnis zur Bildung religiöser Gemeinden in seiner Diözese zu errichten.
Am 8. Mai 1991 wurde er zum Bischof des Bistums Shangqui ernannt und empfing durch den Erzbischof von Xian, Anthony Li Duan, die Bischofsweihe.
Er kommunizierte mit seinen Ordensmitgliedern in Latein, Englisch und Spanisch.